# Kalaje Gnipate
Kalaje Gnipate (ur. 24 lipca 1985) – nowokaledoński piłkarz występujący na pozycji napastnika. W 2012 roku wziął udział w Pucharze Narodów Oceanii.